# Marek Svatoš
Marek Svatoš, född 17 juni 1982 i Košice, Slovakien, död 5 november 2016 i Lone Tree, Colorado, var en slovakisk ishockeyspelare (ytterforward) som senast spelade för HC Košice i sitt hemland Slovakien. Innan dess hade Svatoš spelat i NHL och KHL.

## Hockeykarriär
Svatoš flyttade till Nordamerika för att spela hockey i juniorligor redan som artonåring 2000. Efter en lyckad debutsäsong i Kootenay Ice blev han draftad av Colorado Avalanche i NHL 2001. Svatoš spelade ytterligare ett år med Kootenay innan han gick till Avalanches farmarlag Lake Erie Monsters. Han fick chansen i NHL 2004, då han gjorde åtta poäng på femton grundserie och slutspelsmatcher. Efter NHL:s lockout 2004/05 slog Svatoš igenom 2005/06, då han gjotrde 32 mål under sin första hela säsong. De följande säsongerna gick det inte lika bra för Svatoš, som bara gjorde 30 respektive 37 poäng under dessa.
Svatoš spelade en kort session i Nashville Predators och Ottawa Senators 2011 men fick inget nytt kontrakt.
Efter att vilat hela säsongen 2011-12 för att återhämta sig från skador, försökte Svatoš att återgå till NHL och undertecknade ett try-out kontrakt för att delta på träningsläger för Florida Panthers säsongen 2012-13 efter att NHL-lockoten avslutats. Efter avslutad träningsläger stod det klart att Svatoš inte tagit någon plats i truppen vilket gjorde att han lämnade NHL och skrev på för HC Slovan Bratislava i KHL.
Den 18 september 2014 skrev Svatoš, som var free agent, på ett 1-årskontrakt med HC Košice i den slovakiska extraligan.

## Död
Den 6 november 2016 kom de första rapporterna om Svatos död. Dödsorsaken är ännu inte klarlagd.[när?]

## Statistik

### Klubbkarriär
| 2000–01    | Kootenay Ice         | WHL        | 39  | 23  | 18 | 41  | 47  | 11 | 7  | 2 | 9  | 26 |
| 2001–02    | Kootenay Ice         | WHL        | 53  | 38  | 39 | 77  | 58  | 21 | 12 | 6 | 18 | 40 |
| 2002–03    | Hershey Bears        | AHL        | 30  | 9   | 4  | 13  | 10  | —  | —  | — | —  | —  |
| 2003–04    | Colorado Avalanche   | NHL        | 4   | 2   | 0  | 2   | 0   | 11 | 1  | 5 | 6  | 2  |
| 2004–05    | Hershey Bears        | AHL        | 72  | 18  | 28 | 46  | 69  | —  | —  | — | —  | —  |
| 2005–06    | Colorado Avalanche   | NHL        | 61  | 32  | 18 | 50  | 60  | —  | —  | — | —  | —  |
| 2006–07    | Colorado Avalanche   | NHL        | 66  | 15  | 15 | 30  | 46  | —  | —  | — | —  | —  |
| 2007–08    | Colorado Avalanche   | NHL        | 62  | 26  | 11 | 37  | 32  | —  | —  | — | —  | —  |
| 2008–09    | Colorado Avalanche   | NHL        | 69  | 14  | 20 | 34  | 34  | —  | —  | — | —  | —  |
| 2009–10    | Colorado Avalanche   | NHL        | 54  | 7   | 4  | 11  | 35  | 3  | 1  | 0 | 1  | 2  |
| 2010–11    | Avangard Omsk        | KHL        | 19  | 3   | 5  | 8   | 14  | —  | —  | — | —  | —  |
| 2010–11    | Nashville Predators  | NHL        | 9   | 1   | 2  | 3   | 2   | —  | —  | — | —  | —  |
| 2010–11    | Ottawa Senators      | NHL        | 19  | 3   | 2  | 5   | 8   | —  | —  | — | —  | —  |
| 2012–13    | HC Slovan Bratislava | KHL        | 6   | 1   | 0  | 1   | 4   | 2  | 0  | 0 | 0  | 2  |
| 2013–14    | HC Košice            | Slovakien  | 26  | 6   | 13 | 19  | 10  | 10 | 1  | 3 | 4  | 4  |
| NHL totalt | NHL totalt           | NHL totalt | 344 | 100 | 72 | 172 | 217 | 14 | 2  | 5 | 7  | 4  |

### Internationellt
| År            | Lag           | Turnering     |    | Matcher | Mål | Assists | Poäng | Utv. |
| ------------- | ------------- | ------------- | -- | ------- | --- | ------- | ----- | ---- |
| 2000          | Slovakien     | U18-VM        | 6  | 2       | 0   | 2       | 0     |      |
| 2002          | Slovakien     | JVM           | 7  | 7       | 1   | 8       | 6     |      |
| 2006          | Slovakien     | OS            | 6  | 0       | 0   | 0       | 0     |      |
| 2010          | Slovakien     | VM            | 6  | 1       | 1   | 2       | 6     |      |
| Junior totalt | Junior totalt | Junior totalt | 13 | 9       | 1   | 10      | 6     |      |
| Senior totalt | Senior totalt | Senior totalt | 12 | 1       | 1   | 2       | 6     |      |